# Schönwald, Wunsiedel
Schönwald là một đô thị tại huyện Wunsiedel, bang Bayern, Đức. Đô thị này tọa lạc near the border with Cộng hòa Séc, five km về phía tây bắc của Selb và 18 km về phía đông nam của Hof.